# Torneo Esperanzas de Toulon de 2018
El XLVI Torneo Esperanzas de Toulon de 2018 se disputó en Francia entre el 26 de mayo y el 9 de junio de 2018. Participaron doce equipos de fútbol de distintos continentes. El torneo se celebra anualmente y se juega entre selecciones Sub-21. En esta edición algunas selecciones participaron con sus categorías Sub-23.

## Equipos participantes
El torneo contó con la presencia de doce selecciones de diferentes continentes.
| Equipos participantes | Equipos participantes | Equipos participantes | Equipos participantes |
| --------------------- | --------------------- | --------------------- | --------------------- |
| China                 | Japón                 | Catar                 | Corea del Sur         |
| Togo                  | Canadá                | México                | Inglaterra            |
| Francia               | Portugal              | Escocia               | Turquía               |

## Fase de grupos
Clasificados a la semifinal

#### Grupo A
| Selección  | Pts | PJ | PG | PE | PP | GF | GC | Dif |
| ---------- | --- | -- | -- | -- | -- | -- | -- | --- |
| México     | 7   | 3  | 2  | 1  | 0  | 7  | 2  | 5   |
| Inglaterra | 7   | 3  | 2  | 1  | 0  | 6  | 1  | 5   |
| China      | 1   | 3  | 0  | 1  | 2  | 3  | 6  | -3  |
| Catar      | 1   | 3  | 0  | 1  | 2  | 2  | 9  | -7  |

| 26 de mayo de 2018 | Inglaterra            | 2:1 (0:1) | China           | Stade de Lattre de Tassigny, Aubagne |                                  |
|                    | Fry 57' · Abraham 85' | Reporte   | Dinghao Yan 20' | Árbitro(s): Radu Marian Petrescu     | Árbitro(s): Radu Marian Petrescu |

| 26 de mayo de 2018 | Catar      | 1:4 (0:3) | México                                     | Stade de Lattre de Tassigny, Aubagne |                                   |
|                    | Murisi 80' | Reporte   | Lainez 2' · Aguirre 34' 36' · Alvarado 59' | Árbitro(s): Trustin Farrugia Cann    | Árbitro(s): Trustin Farrugia Cann |

| 29 de mayo de 2018 | China             | 1:1 (0:1) | Catar      | Stade Marcel Roustan, Salon-de-Provence |                           |
|                    | Zhen 80+4' (pen.) | Reporte   | Jenahi 15' | Árbitro(s): Choi Hyun-jai               | Árbitro(s): Choi Hyun-jai |

| 29 de mayo de 2018 | México | 0:0 (0:0) | Inglaterra | Stade Marcel Roustan, Salon-de-Provence |                        |
|                    |        | Reporte   |            | Árbitro(s): Karim Abed                  | Árbitro(s): Karim Abed |

| 1 de junio de 2018 | China           | 1:3 (1:2) | México                         | Stade Parsemain, Fos-sur-Mer           |                                        |
|                    | Deng Yubiao 20' | Reporte   | Alvarado 28' · Aguirre 36' 63' | Árbitro(s): Luis Miguel Branco Godinho | Árbitro(s): Luis Miguel Branco Godinho |

| 1 de junio de 2018 | Inglaterra                                                         | 4:0 (1:0) | Catar | Stade Parsemain, Fos-sur-Mer |                          |
|                    | Al-Hamawende 38' (a.g.) · Vieira 53' · Abraham 56' · Armstrong 67' | Reporte   |       | Árbitro(s): Yusri Rudolf     | Árbitro(s): Yusri Rudolf |

### Grupo B
| Selección     | Pts | PJ | PG | PE | PP | GF | GC | Dif |
| ------------- | --- | -- | -- | -- | -- | -- | -- | --- |
| Escocia       | 7   | 3  | 2  | 1  | 0  | 4  | 2  | 2   |
| Francia       | 6   | 3  | 2  | 0  | 1  | 6  | 2  | 4   |
| Togo          | 4   | 3  | 1  | 1  | 1  | 3  | 4  | -1  |
| Corea del Sur | 0   | 3  | 0  | 0  | 3  | 3  | 8  | -5  |

| 27 de mayo de 2018 | Francia                            | 4:1 (2:0) | Corea del Sur      | Stade de Lattre de Tassigny, Aubagne   |                                        |
|                    | Ambri 4' · Tell 8' 52' · Kanga 50' | Reporte   | Cho Young-Wook 43' | Árbitro(s): Luis Miguel Branco Godinho | Árbitro(s): Luis Miguel Branco Godinho |

| 27 de mayo de 2018 | Togo      | 1:1 (1:1) | Escocia    | Stade de Lattre de Tassigny, Aubagne |                          |
|                    | Wogodo 3' | Reporte   | Hornby 18' | Árbitro(s): Yusri Rudolf             | Árbitro(s): Yusri Rudolf |

| 30 de junio de 2018 | Corea del Sur  | 1:2 (1:2) | Togo           | Stade Marcel Roustan, Salon-de-Provence |                                  |
|                     | Lee Kang-in 4' | Reporte   | Denkey 17' 33' | Árbitro(s): Ioannis Papadopoulos        | Árbitro(s): Ioannis Papadopoulos |

| 30 de mayo de 2018 | Escocia   | 1:0 (1:0) | Francia | Stade Marcel Roustan, Salon-de-Provence |                                  |
|                    | Burke 35' | Reporte   |         | Árbitro(s): Radu Marian Petrescu        | Árbitro(s): Radu Marian Petrescu |

| 2 de junio de 2018 | Corea del Sur   | 1:2 (0:2) | Escocia               | Stade Parsemain, Fos-sur-Mer      |                                   |
|                    | Lee Kang-in 71' | Reporte   | Gilmour 2' · Burke 8' | Árbitro(s): Trustin Farrugia Cann | Árbitro(s): Trustin Farrugia Cann |

| 2 de junio de 2018 | Francia             | 2:0 (2:0) | Togo | Stade Parsemain, Fos-sur-Mer         |                                      |
|                    | Blas 6' · Lasme 39' | Reporte   |      | Árbitro(s): Marco Antonio Ortiz Nava | Árbitro(s): Marco Antonio Ortiz Nava |

### Grupo C
| Selección | Pts | PJ | PG | PE | PP | GF | GC | Dif |
| --------- | --- | -- | -- | -- | -- | -- | -- | --- |
| Turquía   | 6   | 3  | 2  | 0  | 1  | 4  | 3  | 1   |
| Canadá    | 5   | 3  | 1  | 2  | 0  | 2  | 1  | 1   |
| Japón     | 4   | 3  | 1  | 1  | 1  | 5  | 5  | 0   |
| Portugal  | 1   | 3  | 0  | 1  | 2  | 3  | 5  | -2  |

| 28 de mayo de 2018 | Turquía       | 2:1 (0:0) | Japón       | Jules-Ladoumègue Stadium, Vitrolles  |                                      |
|                    | Akçay 66' 80' | Reporte   | Miyoshi 49' | Árbitro(s): Marco Antonio Ortiz Nava | Árbitro(s): Marco Antonio Ortiz Nava |

| 28 de mayo de 2018 | Portugal | 0:0 (0:0) | Canadá | Jules-Ladoumègue Stadium, Vitrolles |                                  |
|                    |          | Reporte   |        | Árbitro(s): Ioannis Papadopoulos    | Árbitro(s): Ioannis Papadopoulos |

| 31 de mayo de 2018 | Japón                              | 3:2 (1:1) | Portugal               | Jules-Ladoumègue Stadium, Vitrolles |                                   |
|                    | Tagawa 36' · Ueda 77' 80+3' (pen.) | Reporte   | Silva 32' · Filipe 72' | Árbitro(s): Trustin Farrugia Cann   | Árbitro(s): Trustin Farrugia Cann |

| 31 de mayo de 2018 | Canadá        | 1:0 (0:0) | Turquía | Jules-Ladoumègue Stadium, Vitrolles  |                                      |
|                    | Verhoeven 80' | Reporte   |         | Árbitro(s): Marco Antonio Ortiz Nava | Árbitro(s): Marco Antonio Ortiz Nava |

| 3 de junio de 2018 | Japón      | 1:1 (0:1) | Canadá  | Stade Parsemain, Fos-sur-Mer |                        |
|                    | Mitoma 60' | Reporte   | Bair 9' | Árbitro(s): Karim Abed       | Árbitro(s): Karim Abed |

| 3 de junio de 2018 | Portugal         | 1:2 (0:2) | Turquía                    | Stade Parsemain, Fos-sur-Mer |                           |
|                    | Gomes 66' (pen.) | Reporte   | Alıcı 3' · Kanatsızkuş 25' | Árbitro(s): Choi Hyun-jai    | Árbitro(s): Choi Hyun-jai |

## Segunda fase

### Cuadro de desarrollo
|  | Semifinales        | Semifinales        |   |                    | Final              | Final |  |
|  |                    |                    |   |                    |                    |       |  |
|  | 6 de junio de 2018 |                    |   |                    |                    |       |  |
|  | México             | 3                  |   |                    |                    |       |  |
|  | Turquía            | 1                  |   |                    |                    |       |  |
|  |                    |                    |   |                    |                    |       |  |
|  |                    |                    |   |                    | 9 de junio de 2018 |       |  |
|  |                    |                    |   |                    | México             | 1     |  |
|  |                    | Inglaterra         | 2 |                    |                    |       |  |
|  |                    |                    |   |                    |                    |       |  |
|  |                    |                    |   |                    |                    |       |  |
|  |                    |                    |   |                    | Tercer lugar       |       |  |
|  | 6 de junio de 2018 | 6 de junio de 2018 |   | 9 de junio de 2018 | 9 de junio de 2018 |       |  |
|  | Escocia            | 1                  |   | Turquía            | 0 (5)              |       |  |
|  | Inglaterra         | 3                  |   |                    | Escocia            | 0 (3) |  |

### Semifinales
| 6 de junio de 2018 | México                     | 3:1 (1:0) | Turquía                | Stade de Lattre-de-Tassigny, Aubagne |                                  |
|                    | Aguirre 26' 57' 76' (pen.) | Reporte   | Kanatsızkuş 75' (pen.) | Árbitro(s): Radu Marian Petrescu     | Árbitro(s): Radu Marian Petrescu |

| 6 de junio de 2018 | Escocia                        | 1:3 (1:0) | Inglaterra   | Stade de Lattre-de-Tassigny, Aubagne |                                      |
|                    | Connolly 55' · Nketiah 55' 74' | Reporte   | Johnston 30' | Árbitro(s): Marco Antonio Ortiz Nava | Árbitro(s): Marco Antonio Ortiz Nava |

### Tercer lugar
| 9 de junio de 2018 | Turquía                                       | 0:0 (0:0) (5:3 p.)         | Escocia                             | Stade Francis Turcan, Martigues  |                                  |
|                    |                                               | Reporte                    |                                     | Árbitro(s): Radu Marian Petrescu | Árbitro(s): Radu Marian Petrescu |
|                    |                                               | Tiros desde el punto penal |                                     |                                  |                                  |
|                    | Akçay · Polat · Alıcı · Demiral · Kanatsızkuş |                            | Johnston · Gilmour · Burke · Hornby |                                  |                                  |

### Final
| 9 de junio de 2018 | México      | 1:2 (1:2) | Inglaterra               | Stade Francis Turcan, Martigues   |                                   |
|                    | Alvarado 1' | Reporte   | Woodman 31' · Dowell 35' | Árbitro(s): Trustin Farrugia Cann | Árbitro(s): Trustin Farrugia Cann |

|                               |
| Bandera de Inglaterra         |
| Campeón Inglaterra 7.º título |

## Goleadores
| Jugador           | Selección     | Anotado |
| ----------------- | ------------- | ------- |
| Eduardo Aguirre   | México        | 7       |
| Roberto Alvarado  | México        | 3       |
| Eddie Nketiah     | Inglaterra    | 2       |
| Jordan Tell       | Francia       | 2       |
| Mucahit Can Akcay | Turquía       | 2       |
| Ayase Ueda        | Japón         | 2       |
| Oliver Burke      | Escocia       | 2       |
| Lee Kang-in       | Corea del Sur | 2       |
| Kévin Denkey      | Togo          | 2       |